# اچ‌ان‌ال‌ام‌اس بونیر
اچ‌ان‌ال‌ام‌اس بونیر (به انگلیسی: HNLMS Bonaire) یک کشتی است که طول آن ۵۳ متر (۱۷۳ فوت ۱۱ اینچ) می‌باشد. این کشتی در سال ۱۸۷۷ ساخته شد.